# 儀典
| ウィキペディアには「儀典」という見出しの百科事典記事はありません（タイトルに「儀典」を含むページの一覧/「儀典」で始まるページの一覧）。 代わりにウィクショナリーのページ「儀典」が役に立つかもしれません。 |